# Герб Віли-Реала-де-Санту-Антоніу
Ге́рб Ві́ли-Реал-де-Санту-Антоніу — офіційний символ міста Віла-Реал-де-Санту-Антоніу, Португалія. Використовується як територіальний герб. У зеленому щиті червоний рибацький човен зі срібним вітрилом. Він пливе у морі зі срібних і зелених хвилястих смуг. На смугах чорні риби, які потрапили у золоту сітку, прикріплену до човна. У главі щита розміщені голови світлошкірого християнського короля в золотій короні (праворуч) і темношкірого мавританського еміра в срібному тюрбані (ліворуч). Щит увінчує срібна мурована міська корона з п'ятьма вежами.  Під щитом біла стрічка, на якій великими літерами напис португальською: «Vila Real de Santo António» (Віла-Реал-де-Санту-Антоніу).  Офіційно затверджений 1988 року. Створений на основі попереднього містечкового герба, ухваленого 2 червня 1932 року. 

## Галерея

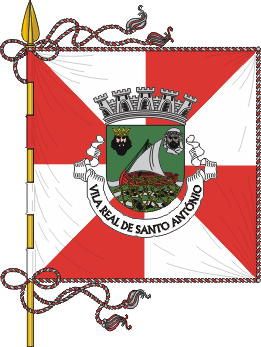
Прапор